# Global Investigative Journalism Network
Het Global Investigative Journalism Network (GIJN) is een internationale vereniging van non-profitorganisaties die onderzoeksjournalistiek ondersteunen, promoten en bedrijven. De vereniging heeft haar hoofdkantoor in de Verenigde Staten en het lidmaatschap staat open voor "non-profitorganisaties, NGO's en educatieve organisaties" die actief zijn in onderzoeksjournalistiek en datajournalistiek.
Tot de projecten van de organisatie behoren een helpdesk om onderzoeksjournalisten te adviseren en te assisteren, een informatiecentrum met tips, hulpmiddelen en handleidingen, en grote trainingsconferenties die door meer dan 5.000 journalisten uit 100 landen werden bijgewoond.

## Geschiedenis
In 2001 organiseerden de ervaren journalisten Brant Houston, destijds directeur van Investigative Reporters and Editors , en Nils Mulvad een conferentie van 400 onderzoeksjournalisten uit 40 landen, wat later GIJN zou worden. GIJN werd officieel opgericht in Kopenhagen als een los netwerk ter ondersteuning van de tweejaarlijkse Global Investigative Journalism Conference (GIJC). Het GIJN-secretariaat werd officieel ingesteld nadat deelnemers aan de 7e GIJC in Kiev in 2013 stemden voor de oprichting van een voorlopig secretariaat. De organisatie registreerde zich in 2014 als non-profitorganisatie in Maryland, Verenigde Staten van Amerika, en werd in oktober 2014 goedgekeurd als een 501(c) non-profitorganisatie door de Amerikaanse belastingdienst. Guidestar heeft GIJN in 2023 beoordeeld als 'Gold-level’ voor de transparantie van de financiën en het leiderschap van de organisatie.
Eind 2023 werd GIJN in Rusland als ‘ongewenst’ aangemerkt.

## Leden
Enkele van de aangesloten organisaties zijn onder meer het Center for Investigative Reporting, Investigative Reporters and Editors (IRE), International Consortium of Investigative Journalism (ICIJ), Organized Crime and Corruption Reporting Project (OCCRP), Arab Reporters for Investigative Journalism (ARIJ), het Belarussian Investigative Center, Brazilian Association of Investigative Journalism, Investigative Journalism Programme aan de Wits University, Philippine Center for Investigative Journalism, ProPublica, Journalism for Nation Building Foundation-Philippines, Interlink Academy for International Dialog and Journalism, Coda Media, Bellingcat, Institute for Nonprofit News, en vele anderen.
Het lidmaatschap staat open voor non-profit journalistieke organisaties, NGO's, onderwijsinstellingen en geselecteerde commerciële organisaties, terwijl overheden en individuele verslaggevers niet in aanmerking komen voor lidmaatschap. Hoewel het lidmaatschap gratis is, vereist het een aanvraag bij het bestuur van GIJN, evenals aanzienlijk doorlopend werk op het gebied van onderzoeksjournalistiek, deelname aan GIJN en het handhaven van de hoge journalistieke normen van GIJN.

## Mondiale conferentie voor onderzoeksjournalistiek (GIJC)
GIJN organiseert samen met anderen een tweejaarlijkse Global Investigative Journalism Conference (GIJC) om onderzoeksjournalisten van over de hele wereld bijeen te brengen om hun kennis en expertise met elkaar te delen en grensoverschrijdende netwerken te vormen voor collaboratieve verslaggeving en doorverwijzingen.
De GIJC is gehouden in Kopenhagen in 2001 en 2003, Amsterdam (2005), Toronto (2007), Lillehammer (2008), Genève (2010), Kiev (2011), Rio de Janeiro (2013), Lillehammer (2015), Johannesburg (2017) en Hamburg (2019). De laatste conferentie werd gehouden in Göteborg, Zweden in 2023. In 2021 werd de conferentie vanwege de coronaviruspandemie alleen online gehouden.
Sinds 2014 organiseert GIJN onderzoeksjournalistiekconferenties in Azië. De eerste Aziatische onderzoeksjournalistiekconferentie werd gehouden in Manilla (2014), de tweede in Kathmandu (2016), en de derde in Seoul (2018).

## Mondiale Shining Light Award
GIJN reikt de Global Shining Light Awards uit voor uitmuntendheid in onderzoeksjournalistiek ‘in een ontwikkelingsland of een land in transitie, onder bedreiging, dwang of onder de meest extreme omstandigheden’.
De prijzen worden uitgereikt aan de ontvangers tijdens een prijsuitreiking die elke twee jaar plaatsvindt tijdens de tweejaarlijkse GIJC-evenementen. Eerdere ontvangers waren onder meer het Organized Crime and Corruption Reporting Project (OCCRP), Khadija Ismayilova van Radio Free Europe/Radio Liberty, Zulkarnain Saer Khan voor zijn werk bij Secret Prisoners of Dhaka en de Venezolaanse onderzoeksnieuwssite Armando.info.